# Рудниківський лісовий заказник
Ру́дниківський зака́зник — лісовий заказник місцевого значення в Україні. Об'єкт розташований на території Маневицького району Волинської області, на північ від села Рудники. 
Площа 6,5 га. Статус надано згідно з рішенням обласної ради від 17.03.1994 року № 17/19. Перебуває у віданні ДП «Колківське ЛГ» (Рудниківське л-во, кв. 29, вид. 4). 
Статус надано для збереження частини лісового масиву, який є генетичними резерватом високобонітетних насаджень сосни звичайної віком до 140 років.У трав'яному покриві багато лікарських видів рослин, а також журавлина болотяна, чорниця, буях звичайний тощо. З тварин водяться: сарна європейська, вивірка звичайна, заєць сірий, багато лісових видів птахів.